# Turismo en Haití
El turismo en Haití es una industria que generó la llegada de al menos un millón de turistas en 2012, y es una de las principales fuentes de ingresos para el país. Con su clima favorable, la segunda costa más larga de playas y una de las naciones con más montañas en el Caribe, cascadas, cuevas subterráneas, arquitectura colonial y una historia cultural distintiva, Haití ha tenido en su historia un destino atractivo para los turistas. Sin embargo, la inestabilidad de los gobiernos ha afectado el legado histórico y el desarrollo económico del país a lo largo del siglo XX.

## Visión general

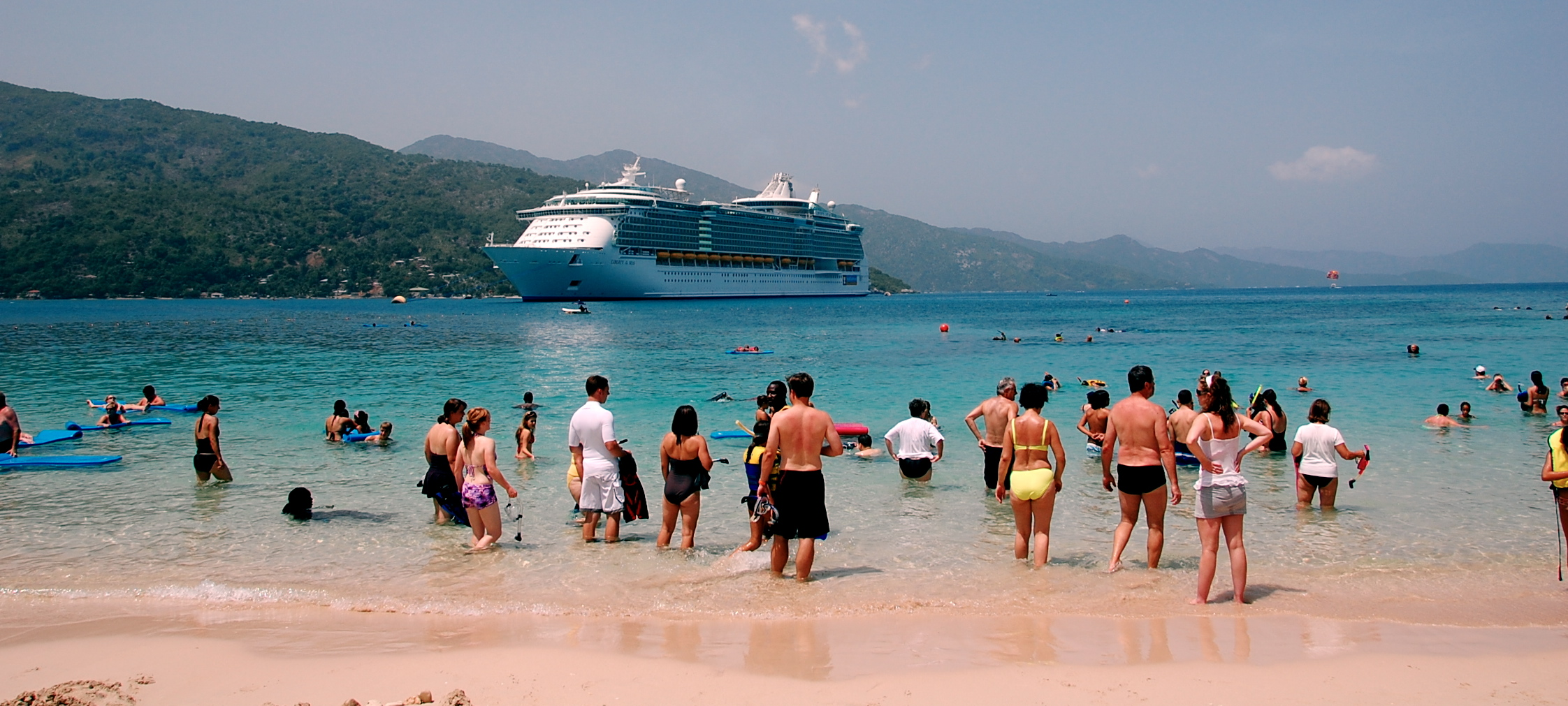
Labadee, un destino de cruceros

En 2012, la industria del turismo generó $200 millones de dólares estadounidenses (mayoritariamente de barcos de crucero). En diciembre de ese año, el Departamento de Estado de los Estados Unidos emitió una advertencia de viaje sobre el país, señalando que mientras miles de ciudadanos estadounidenses visitan Haití con seguridad cada año, los turistas extranjeros han sido víctimas de delitos y violencia, incluyendo asesinatos y secuestros, predominantemente en el área de Puerto Príncipe. Varios hoteles fueron inaugurados en 2012, incluyendo un Best Western Premier, el hotel cinco estrellas Royal Oasis hotel de la cadena Occidental Hotel and Resorts en Pétion-Ville y uno de cuatro estrellas de Marriott en la zona de Turgeau de Puerto Príncipe.[cita requerida][cita requerida]
El Carnaval de Haití es uno de los carnavales más populares en el Caribe. En 2010, el gobierno decidió organizar el evento cada año en una ciudad diferente a la capital Puerto Príncipe en un intento de descentralizar el turismo en el país El Carnaval nacional, que generalmente se celebra en una de las ciudades más grandes del país (por ejemplo, Puerto Príncipe, Cap-Haïtien o Les Cayes), sigue al muy popular carnaval de Jacmel que tiene lugar una semana antes en febrero o marzo.

## Historia

### Boom inicial

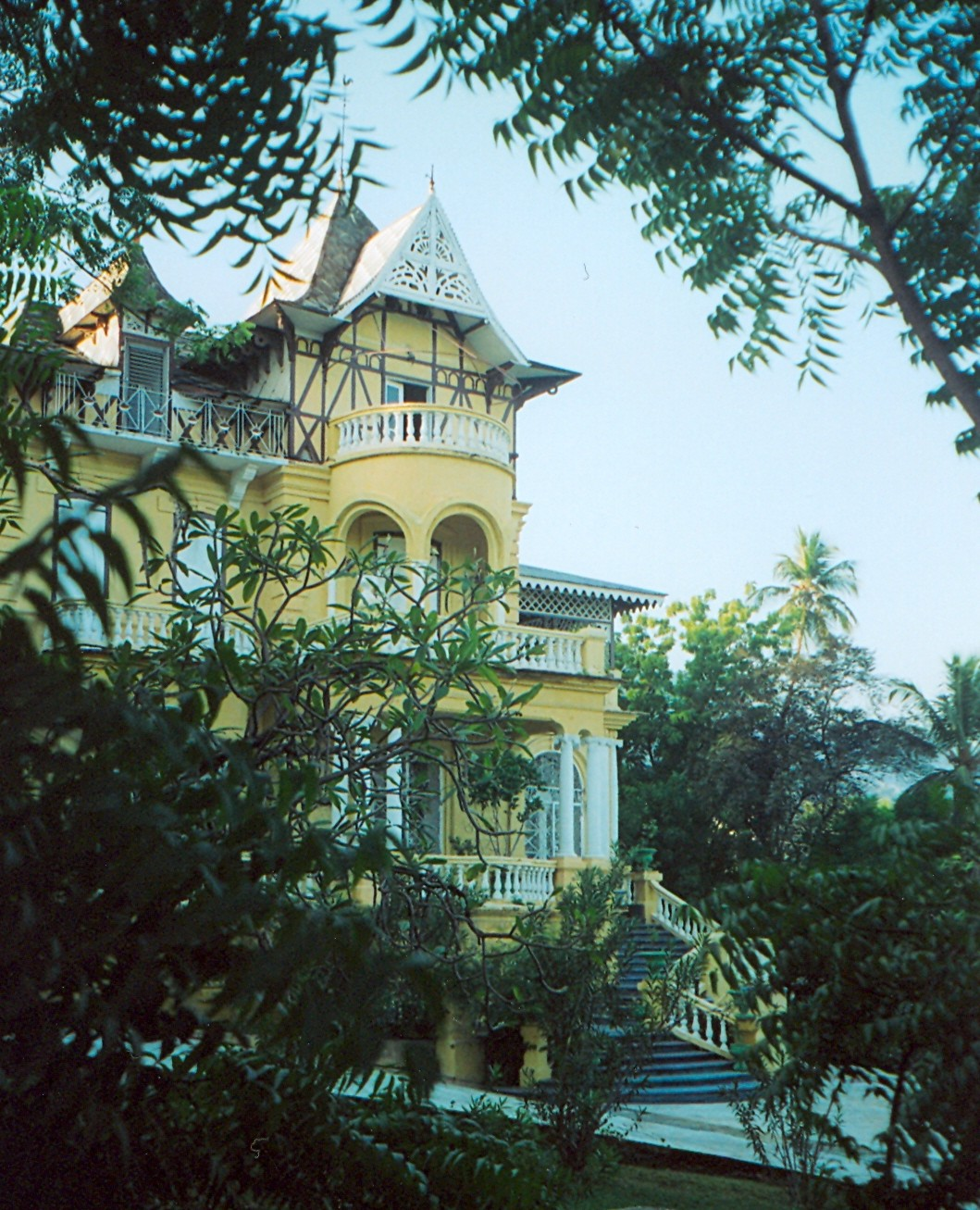
Hotel Oloffson, el mansión del de arquitectura victoriana.

Como la mayoría de turismo durante el siglo XIX, turismo en Haití aparentemente empezó con una serie de populares libros de viajes. Muchos de estas narrativas de viaje fueron el resultado de la "apertura" de Haití durante la Ocupación de Estados Unidos (1915-1934) y expansión capitalista occidental a través del Caribe. Los autores invariablemente escribieron en los temas que se preocupan racismo y "la cuestión de los negros" (Es decir, si Haití y los negros en general eran capaces de civilización y autogobierno), intriga revolucionaria haitiana, y mística vudú. Las vistas que estos textos informaron se convirtieron en la base para las atracciones más celebradas del país después de la Segunda Guerra Mundial.
En el tardío años 1940 y los años 1950, Los turistas acudieron a la zona costeña de Puerto Príncipe, reconstruida para permitir que los pasajeros de los cruceros caminen desde los muelles hasta las famosas atracciones culturales.Entre estos atractivos se encontraban el Mercado de Hierro de estilo árabe, donde se vendían arte haitiano y caoba, ya que las tardes estaban acompañadas de baile, juegos de casino o espectáculos de Vudú. La exclusividad atrajo a personajes como Truman Capote y Noël Coward al Hotel Oloffson, una mansión del siglo XIX situada en un exuberante jardín tropical, que incluso fue glorificado en la novela de Graham Greene, Los Comediantes.
El breve auge turístico de Haití fue aniquilado por el gobierno de Francois "Papa Doc" Duvalier y su inestable gobierno. Sin embargo, cuando su hijo Jean-Claude "Baby Doc" Duvalier lo sucedió como Presidente perpetuo, el turismo regresó en la década de 1970, y de nuevo Haití era un destino turístico de moda atrayendo a un promedio de 150.000 visitantes al año. Así resurgió la llegada de los turistas que acudieron en masa a Haití como un nuevo balneario, incluyendo al matrimonio Hillary y Bill Clinton quienes pasaron allí la luna de miel en 1975. Vive la différence (Viva la diferencia) ha sido por mucho tiempo el eslogan de turismo nacional de Haití, y su proximidad a los Estados Unidos hicieron a la isla una gran atracción hasta que el régimen Duvalier fue derrocado en 1986.

### Fines delsigloXXe inicios delsigloXXI

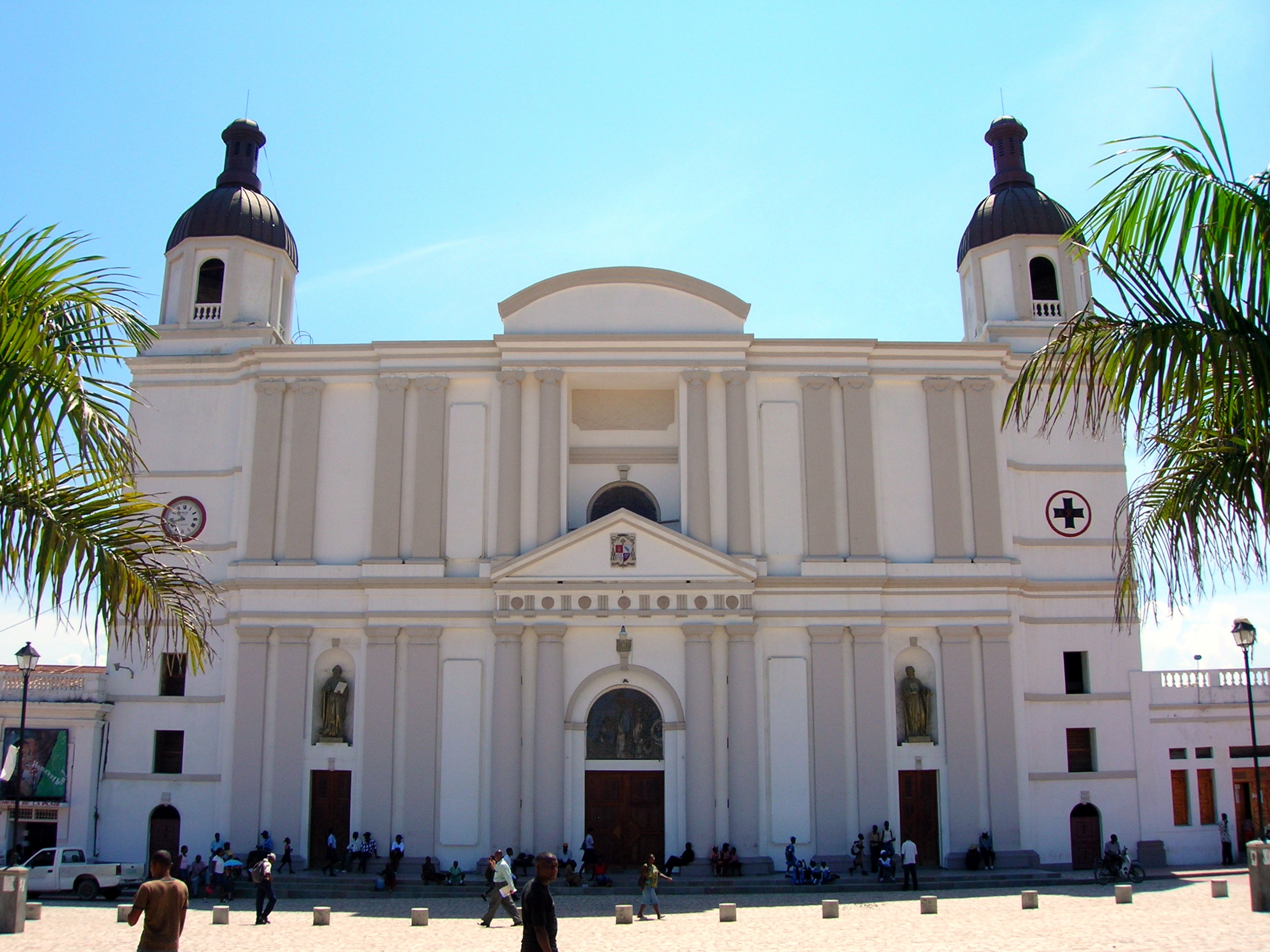
La Catedral de Nuestra Señora de Cap-Haïtien.

Debido a la inestabilidad política reciente, el turismo en el país (que una vez fue una industria significativa) ha sufrido, con la excepción de Labadee, un puerto situado en la costa norte del país. Labadee es un complejo alquilado a largo plazo por la naviera Royal Caribbean International. Aunque a veces se describe en los anuncios como una isla por derecho propio, en realidad es contigua con el resto de Hispaniola y es una zona que está cercada de los alrededores. Los cruceros atracan en el muelle, y los pasajeros desembarcan directamente en el complejo sin tener la oportunidad de visitar otras partes del país. Las atracciones incluyen un mercado de pulgas haitiano, actuaciones tradicionales de baile haitiano, numerosas playas, deportes acuáticos y un parque acuático.
La ciudad de Jacmel ha estado atrayendo a turistas locales y una pequeña cantidad de turismo internacional, debido a su reputación de ser menos volátil políticamente, su arquitectura de la época colonial francesa, su colorido carnaval cultural, playas vírgenes y un festival de cine naciente.
A pesar de los obstáculos, la rica cultura e historia de Haití ha permitido al país mantener una industria turística moderada y potencialmente creciente.

## Patrimonio de la Humanidad
Estos son los lugares declarados como Patrimonio de la Humanidad de acuerdo a la Unesco en Haití:
- Ciudadela de Laferrière, Milot. Construido por Rey Henri I, es una gran fortaleza de montaña en el norte de Haití, y es la mayor fortaleza de las Américas..
- Palacio de Sans-Souci, Milot. El más importante de nueve palacios construidos por el rey, así como quince castillos, numerosos fuertes y extensas casas de verano en sus veinte plantaciones.[21]
- Edificios de Ramiers, Milot. Uno de los primeros edificios construidos después de la Revolución haitiana.